# 丹尼斯·斯图尔特
丹尼斯·斯图尔特（英語：Dennis Stewart，1960年5月12日—），生于西布罗米奇，英国男子柔道运动员。他曾代表英国参加1988年夏季奥林匹克运动会柔道比赛，获得男子95公斤级铜牌。